# Leucobryum albidum
Leucobryum albidum (nombre común Pincushion Moss) es una especie de musgo con una amplia distribución en los hemisferios norte y sur. Esta planta apareció por primera vez en la literatura científica como Dicranum albidum en 1805, publicada por el naturalista francés Palisot de Beauvois.    

## Distribución y hábitat
El musgo acerico es originario y prolífico del este y medio oeste de los Estados Unidos, incluidos los estados de Alaska, Arkansas, Connecticut, Delaware, Washington D. C., Florida, Georgia, Illinois, Indiana, Kansas, Kentucky, Luisiana, Maine, Maryland, Massachusetts, Michigan, Minnesota, Mississippi, Missouri, New Hampshire, Nueva Jersey, Nueva York, Carolina del Norte, Ohio, Oklahoma, Pensilvania, Rhode Island, Carolina del Sur, Tennessee, Texas, Vermont, Virginia, Virginia Occidental y Wisconsin. 
En otras partes de América del Norte, se puede encontrar con menos frecuencia en Ontario, Canadá.  También se encuentra más comúnmente en el sureste de los Estados Unidos, así como en México (Tamaulipas), las Indias Occidentales, las Bermudas y América Central. También es común desde Europa hasta Asia. 